# ماندالای ماسه‌ای

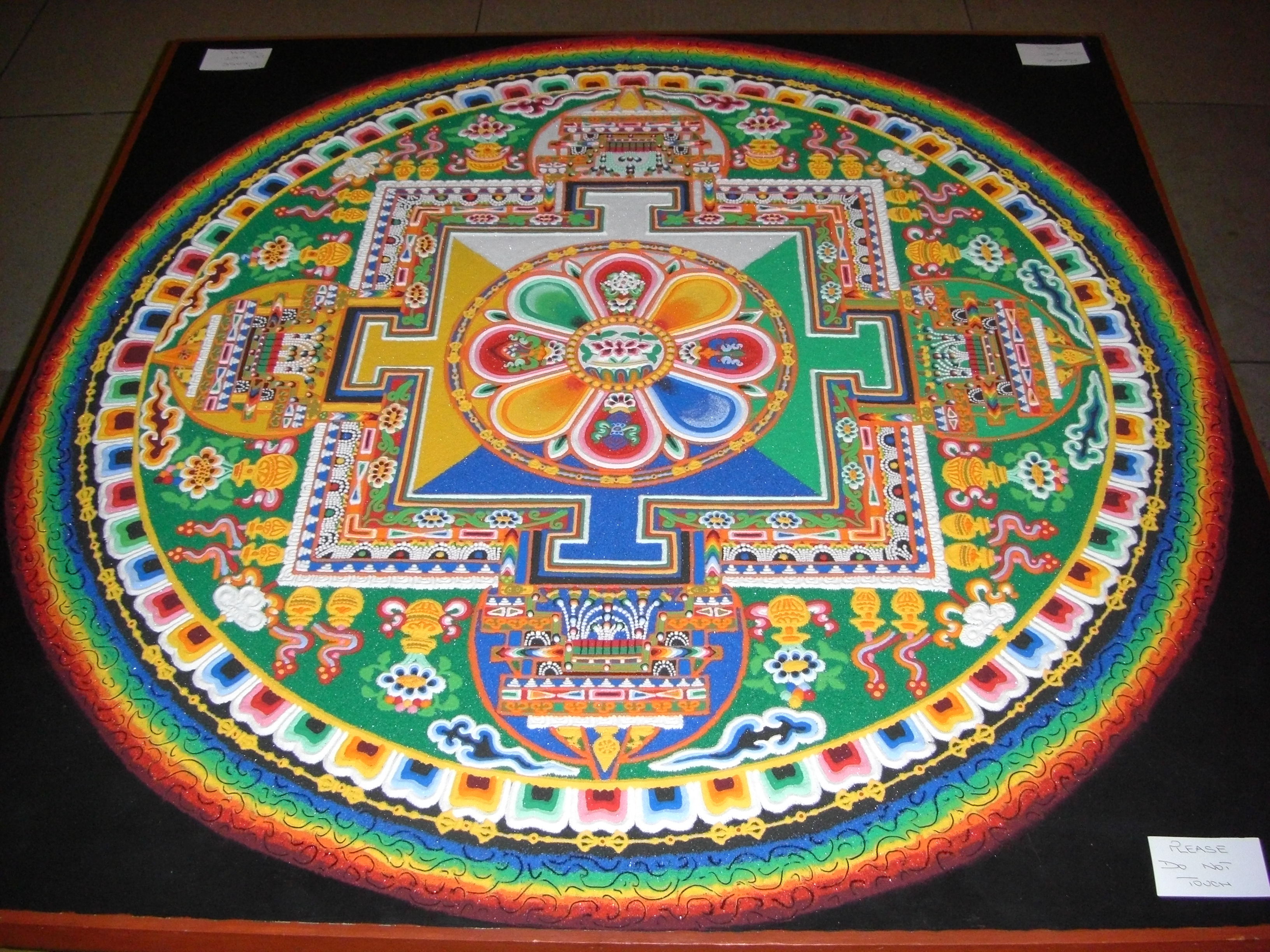
ماندالای ماسه‌ای اولوکیتشوره که هنگام بازدید دالایی لامای چهاردهم از مجلس عوام بریتانیا در ۲۱ می ۲۰۰۸ (اول خرداد ۱۳۸۷) ساخته شده و همان‌جا از آن نگهداری می‌شود.

ماندالای ماسه‌ای سنتی از بودیسم تبتی است که شامل خلق و نابود کردن ماندالاها توسط ماسه‌های رنگی می‌شود. ماندالای ماسه‌ای بعد از کامل شدن نابود می‌شود و آیین و نمایش آن نمادی از باور نظری بودیسم نسبت به نپایندگی و طبیعت زودگذر زندگی مادی است.